# 437 Rhodia
437 Rhodia este un asteroid din centura principală, descoperit pe 16 iulie 1898, de Auguste Charlois.